# Volturara Appula
Volturara Appula község (comune) Olaszország Puglia régiójában, Foggia megyében.

## Fekvése
Lucera városától nyugatra, a Dauniai-szubappenninek területén fekszik, Puglia és Basilicata határán.

## Története
Egyes feltevések szerint a települést az i. e. 1 században alapította a japigok egyik törzse. Első írásos említése 969-ből származik, amikor püspöki székhely volt. A későbbiekben a Caracciolo, De Molisio, Carafa, Gonzaga, majd Pignatelli nemesi családok birtoka volt. 1806-ban vált önálló községgé, amikor a Nápolyi Királyságban felszámolták a feudalizmust.

## Népessége
A lakosság számának alakulása:

## Főbb látnivalói
- Palazzo Cairelli más néven Palazzo Pignatelli az egykori Volturara-Montecorvinói püspök palotája.
- Cattedrale - az egykori püspöki katedrális.